# Ел Газали
Абу Хамид Мухамед ибн Мухамед ел Газали (Тус, 1058 — 1111), познат као Алгазел у средњовековној Европи, је био исламски филозоф, теолог, правник, психолог и мистик персијског порекла. Такође се сматра једним од највећих суфи учитеља.
Абу Хамид ел Газали је био један од познатих писаца који је допринео угледу суфизма, који је напустио учења престижне Низамијске високе школе у Багдаду да би потражио „ослобођење од сумње“ у редовима суфија. Његово најважније дело „Обнова верских наука“ сачињено је у периоду од неколико година пре 1105. и даје увид у духовност ислама.
Исламска традиција сматра Газалија муџадидом, обновитељем вере који се према пророчном хадису, јавља једном у веку да поврати веру у уму („исламску заједницу”). Његови радови су били тако високо цењени међу његовим савременицима да је Ел Газали награђен почасним звањем „доказитељ ислама” (Hujjat al-Islam).
Ел Газали је веровао да је исламска духовна традиција на самрти и да су духовне науке које је предавала прва генерација муслимана биле заборављене. То је резултирало његовим писањем његовог магнум опуса с насловом Ihya 'ulum al-din („Препород верских наука”). Међу његовим другим радовима, Tahāfut al-Falāsifa („Недоследност филозофа”) је значајан оријентир у историји филозофије, јер ојачава критику аристотелске науке развијена касније у Европи 14. века.

## Биографија
Ел Газали је рођен у Тусу, у персијској провинцији Хорасан (у данашњем Ирану) 1058. године. Након смрти свог славног учитеља Џувејнија, 1085. године, Ел Газали, који је већ стекао велику славу у научним круговима, упознао се једном приликом у Нишапуру са Низамул-мулком, министром селџучке владе. Неколико година касније, Низамул-мулк га је позвао да се у својству професора укључи у рад чувеног багдадског универзитета Низамија, што је Ел Газали прихватио. Предавао је у Багдаду, као учитељ права, дијалектичке теологије (калам) и филозофије. Године 1095, након нервног слома, напустио је академски рад и постао суфија, посветивши се контемплацији. Газали је касније штитио мистичко суфи учење од прогона својим ауторитетом у исламским ученим круговима .

## Учење
Ел Газали је увид задобијен мистичким поимањем постављао изнад увида постигнутог путем логике. Такође је заступао превласт откривења над резоновањем. Ал-Газали напада опсег знања на који филозофи полажу право, нарочито кроз критику знања о каузалности, и насупрот томе стаје у одбрану оказионализма. Његово радикално одбацивање узрочности и тврдња о непостојању нужне везе између узрока и последице је претеча каснијим скептичким и оказионалистичким системима (Малбранш и др.).
У филозофији, повезивао је спознајнотеоријски скептицизам и новоплатонске елементе с исламским теолошким учењем, на основу којег критикује целокупну филозофију. Његова дела заговарају правоверност ислама и неопходност мистицизма.

## Утицај
Током свог живота он је напиао преко 60 књига о науци, исламском размишљању и суфизму. Ел Газали је дистрибуирао своју књигу Недоследност филозофа, која се издваја као дефинишући моменат у исламској епистемологији. Искуство које је он имао са сумњом навело је Ел Газалија да обликује уверење да сви догађаји и везе нису резултат материјалних исхода, већ да су садашња и непосредна воља Бога.
Још једно од Ел Газалијевих најпрестижнијих радова је Ihya' Ulum al-Din („Препород верских наука”). Тај рад покрива сва поља исламске науке и укључује исламски статут, филозофију и суфизам. Оно је имало бројне позитивне реакције, и Ел Газали је у тој тачки створио кондензовану форму у персијском под називом Kimiya-yi sa'adat („Еликсир блаженства”).
Златно правило („чините другима као што бисте да они чине вама”) је постало важна фокална тачка у модерном међуверском дијалогу са муслиманима. Као етички концепт, оно се може пренети мање или више нетакнуто између различитих религија и филозофија, са ауторитетом светог писма или без њега. Међуверски напори код муслиманима започети су путем испитивања употребе златног правила у радовима Ел Газалија. Он је један од најутицајнијих и најпопуларнијих класичних учењака ислама, његов утицај и разумевање се осећа на истоку и на западу. Он примењује златно правило у различитим формулацијама као једну осу коју окружују велике теме религије: Бог, чистота срца, правда, саосећања, алтруистичка љубав, добра воља, људско братство и суседништво.
Ел Газали је утицао на муслиманске и хришћанске средњовековне учењаке. Међу онима под његовим утицајем се издваја свети Тома Аквински. Ел Газали је исто тако имају значајан удео у ширењу суфизма и шеријата. Они је био први који је консолидовао идеје суфизма у шеријатске законе, и први који је дао формални опис суфизма у свом раду. Његови радови ојачавају позицију сунизма, у супротности са различитим школама мисли.

## Афилијације школе
Ел Газали је знатно допринео развоју систематског гледишта суфизма и његове интеграције и прихватања у главни ток ислама. Као учењак ортодоксног ислама, он је припадао шафијској школи исламске судске праксе и ашаритској школи теологије. Ел Газалију су дати многи називи, као што су Sharaf-ul-Aʾimma (شرف الأئمة), Zayn-ud-dīn (زين الدين) и Ḥujjat-ul-Islām (حجة الإسلام).
Он се сматра кључним чланом утицајне ашаритске школе ране исламске филозофије и најважнијим оповргивачем мутезилизма. Међутим, он је изабрао нешто другачију позицију у односу на ашарите. Његова веровања и мисли се разликују у неким аспектима од ортодоксне ашаритске школе.

## Дела
Укупно се око 60 радова приписује Ел Газалију.
- Несувислост филозофа (или Недоследност филозофа), које представља напад на аристотеловска учења Ал-Фарабија и Ибн Сине.
- Препоруке верских наука (или Препород верских наука), дело које је извршило значајан утицај на сунитски ислам.
- Еликсир блаженства

### Недоследност филозофа
Његова књига из 11. века са насловом Недоследност филозофа означава главни преокрет у исламској епистемологији. Упознавање скептицизма навело је Ел Газалија да прихвати један облик теолошког оказионализма, или уверење да сви узрочни догађаји и интеракције нису производ материјалних конјункција, већ непосредне и садашње Воље Божије.
У следећем веку, Ибн Рушд је произвео дугачко побијање Ел Газалијеве „Недоследности” под насловом Недоследност недоследности; међутим, епистемолошки ток исламске мисли је већ био постављен. Ел Газали је дао као пример илузије независне од узрочних закона чињеницу да памук гори кад ступи у контакт с ватром. По њему, иако би се могло чинити да се ради о природном закону на делу, то се догађа сваког пута само зато што Бог жели да се то догоди - тај догађај је „директан производ божанске интервенције, као и свако чудо које привлачи пажњу”. Ибн Рушд је у контрасту с тим инсистирао да мада је Бог креирао природне законе, за људе је „корисније да кажу ватра узрокује сагоревање памука - зато што је креација имала образац који они могу докучити”.
Недоследност исто тако представља прекретну тачку у исламској филозофији у смислу њених жестоких одбијања Аристотела и Платона. Књига је била усмерена на falasifa, слободно дефинисану групу исламских филозофа од 8. до 11. века (најзапаженији међу којима су били Ибн Рушд и Ел Фараби) који су се интелектуално ослањали на античке Грке.
Овај дуготрајни аргумент је био критикован. Џорџ Салиба је 2007. године је тврдио да је опадање науке у 11. веку било прецењено, указујући на континуиране напретке, нарочито у астрономији, све до 14. века.
С друге стране, Хасан Хасан је 2012. године напомињао да иако је заиста научна мисао у исламу била угушена у 11. веку, особа која се највише одговорна није Ел Газали, већ Низам ал-Мулк.